# Pytheos

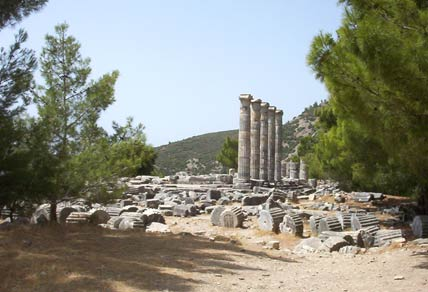
Ruine des Athenatempels von Priene

Pytheos (altgriechisch Πυθεός Pytheós), auch Pythis, (* ca. 390 v. Chr.; † im letzten Viertel des 4. Jahrhunderts v. Chr.) war ein griechischer Architekt und Bildhauer.
Bekannte Bauwerke des Pytheos waren das Mausoleum von Halikarnassos und der Athenatempel von Priene. Die gesamte hellenistisch-ionische Tempelbaukunst war durch Pytheos' Bauten beeinflusst und richtete sich in Gliederung und Proportionierung nach seinem Vorbild. Pytheos verfasste auch theoretische Schriften, darunter ein Buch über das Mausoleum, die später von Vitruv genutzt wurden.